# Konstantin Engel
Konstantin Engel (rusky Константин Энгель; * 27. července 1988, Karaganda, Kazašská SSR, SSSR) je německo-kazašský fotbalový obránce či záložník, momentálně hráč německého klubu FC Ingolstadt 04.
Je také reprezentantem Kazachstánu.

## Reprezentační kariéra
Koncem května 2012 byl nominován do A-mužstva reprezentace Kazachstánu. Debutoval 1. června 2012 v přátelském zápase v Almaty proti Kyrgyzstánu (výhra 5:2).